# Echipele ligii naționale de handbal feminin 2024-2025
Acest articol prezintă componența echipelor care au participat în Liga Națională de handbal feminin 2024-2025. 
Pentru transferurile efectuate de aceste echipe, vedeți Transferuri în liga națională 2024-2025.

### CS Minaur Baia Mare
Antrenor principal:  Andrei Popescu
Antrenor secund:  Daniel Apostu
Antrenor pentru portari:
| Nr. | Post                | Nume                      | Data nașterii (vârsta) | Înălțime | Selecții | Goluri | Echipă              |
| --- | ------------------- | ------------------------- | ---------------------- | -------- | -------- | ------ | ------------------- |
| 1   | Portar              | Cristina Mihiș            | 1 mai 1994             | 1,82 m   |          | 0      | CS Minaur Baia Mare |
| 2   | Centru              | Andreea Ianăși            | 2 decembrie 1992       | 1,70 m   |          | 15     | CS Minaur Baia Mare |
| 6   | Centru              | Emilia Galińska           | 26 decembrie 1992      | 1,75 m   |          | 25     | CS Minaur Baia Mare |
| 7   | Centru              | Aleksandra Vukajlović     | 7 iunie 1997           | 1,70 m   |          | 36     | CS Minaur Baia Mare |
| 8   | Centru              | Teodora Damian            | 9 decembrie 2006       | 1,78 m   |          | 32     | CS Minaur Baia Mare |
| 10  | Extremă dreapta     | Jéssica Quintino          | 17 aprilie 1991        | 1,72 m   |          | 93     | CS Minaur Baia Mare |
| 13  | Intermediar stânga  | María Gomes               | 13 iulie 1999          | 1,76 m   |          | 48     | CS Minaur Baia Mare |
| 15  | Extremă stânga      | Denisa Romaniuc           | 15 septembrie 2004     | 1,67 m   |          | 14     | CS Minaur Baia Mare |
| 16  | Portar              | Clara Preda               | 23 iunie 2003          | 1,81 m   |          | 0      | CS Minaur Baia Mare |
| 21  | Extremă stânga      | Fie Woller                | 17 septembrie 1992     | 1,75 m   |          | 84     | CS Minaur Baia Mare |
| 22  | Centru              | Luciana Popescu (căpitan) | 13 octombrie 1988      | 1,76 m   |          | 4      | CS Minaur Baia Mare |
| 23  | Pivot               | Andreea Țîrle1)           | 2 aprilie 2002         | 1,77 m   |          | 0      | CS Minaur Baia Mare |
| 28  | Intermediar stânga  | Magda Cazanga             | 28 mai 1991            | 1,77 m   |          | 102    | CS Minaur Baia Mare |
| 30  | Extremă dreapta     | Amalia Terciu             | 30 aprilie 2001        | 1,74 m   |          | 5      | CS Minaur Baia Mare |
| 33  | Centru              | Amelia Lundbäck           | 22 septembrie 1998     | 1,76 m   |          | 69     | CS Minaur Baia Mare |
| 37  | Pivot               | Andrijana Tatar           | 10 decembrie 1995      | 1,78 m   |          | 36     | CS Minaur Baia Mare |
| 53  | Portar              | Iulia Dumanska            | 15 august 1996         | 1,78 m   |          | 2      | CS Minaur Baia Mare |
| 93  | Pivot               | Alba Spugnini             | 30 iunie 2000          | 1,81 m   |          | 85     | CS Minaur Baia Mare |
| 95  | Intermediar dreapta | Katarina Pavlović         | 30 ianuarie 1995       | 1,80 m   |          | 30     | CS Minaur Baia Mare |

1) Transferată pe 7 noiembrie 2024 la CSM Slatina;

### CS Gloria 2018 Bistrița Năsăud
Antrenor principal:  Florentin Pera
Antrenor secund:  Marius Novanc
Antrenor pentru portari:  Alexandru Buligan
| Nr. | Post                | Nume                     | Data nașterii (vârsta) | Înălțime | Selecții | Goluri | Echipă                  |
| --- | ------------------- | ------------------------ | ---------------------- | -------- | -------- | ------ | ----------------------- |
| 1   | Portar              | Ana Maria Măzăreanu1)    | 4 februarie 1993       | 1,80 m   |          | 1      | CS Gloria 2018 Bistrița |
| 2   | Extremă stânga      | Nicoleta Dincă           | 2 august 1988          | 1,70 m   |          | 30     | CS Gloria 2018 Bistrița |
| 3   | Pivot               | Iaroslava Burlacenko     | 14 mai 1992            | 1,79 m   |          | 18     | CS Gloria 2018 Bistrița |
| 7   | Pivot               | Tamires Araújo           | 16 mai 1994            | 1,84 m   |          | 56     | CS Gloria 2018 Bistrița |
| 8   | Intermediar stânga  | Maria Țanc               | 28 septembrie 2000     | 1,72 m   |          | 0      | CS Gloria 2018 Bistrița |
| 9   | Centru              | Larissa Nüsser2)         | 8 februarie 2000       | 1,75 m   |          | 46     | CS Gloria 2018 Bistrița |
| 10  | Intermediar stânga  | Danila So Delgado        | 19 ianuarie 2001       | 1,73 m   |          | 92     | CS Gloria 2018 Bistrița |
| 11  | Pivot               | Noémi Mezei              | 1 decembrie 2004       | 1,76 m   |          | 2      | CS Gloria 2018 Bistrița |
| 12  | Portar              | Ivana Kapitanović        | 17 septembrie 1994     | 1,83 m   |          | 0      | CS Gloria 2018 Bistrița |
| 13  | Centru              | Cristina Laslo (căpitan) | 10 aprilie 1996        | 1,78 m   |          | 18     | CS Gloria 2018 Bistrița |
| 14  | Intermediar stânga  | Bianca Bazaliu           | 30 iulie 1997          | 1,81 m   |          | 47     | CS Gloria 2018 Bistrița |
| 21  | Portar              | Alexandra Perianu        | 17 aprilie 2003        |          |          | 0      | CS Gloria 2018 Bistrița |
| 23  | Intermediar stânga  | Paula Arcos2)            | 21 decembrie 2001      | 1,68 m   |          | 19     | CS Gloria 2018 Bistrița |
| 25  | Extremă stânga      | Éva Kerekes              | 7 aprilie 2001         | 1,71 m   |          | 11     | CS Gloria 2018 Bistrița |
| 27  | Extremă dreapta     | Asuka Fujita             | 14 februarie 1992      | 1,66 m   |          | 89     | CS Gloria 2018 Bistrița |
| 29  | Intermediar stânga  | Gnonsiane Niombla        | 9 iulie 1990           | 1,72 m   |          | 25     | CS Gloria 2018 Bistrița |
| 30  | Extremă dreapta     | Sonia Seraficeanu        | 25 iulie 1997          | 1,76 m   |          | 45     | CS Gloria 2018 Bistrița |
| 35  | Centru              | Valeria Kirdiașeva       | 28 noiembrie 2000      | 1,76 m   |          | 57     | CS Gloria 2018 Bistrița |
| 37  | Pivot               | Lorena Ostase1)          | 25 iulie 1997          | 1,79 m   |          | 25     | CS Gloria 2018 Bistrița |
| 39  | Intermediar dreapta | Natalia Nosek            | 20 aprilie 1998        | 1,79 m   |          | 19     | CS Gloria 2018 Bistrița |
| 44  | Intermediar stânga  | Gréta Kácsor             | 24 aprilie 2000        | 1,76 m   |          | 40     | CS Gloria 2018 Bistrița |
| 87  | Portar              | Renata de Arruda         | 18 februarie 1999      | 1,78 m   |          | 1      | CS Gloria 2018 Bistrița |
| 96  | Extremă stânga      | Dagmara Nocuń            | 2 ianuarie 1996        | 1,66 m   |          | 56     | CS Gloria 2018 Bistrița |
| 97  | Pivot               | Nikolina Vukčević        | 28 iulie 2000          | 1,79 m   |          | 13     | CS Gloria 2018 Bistrița |
| 98  | Intermediar dreapta | Seynabou Mbengue         | 14 octombrie 1998      | 1,88 m   |          | 52     | CS Gloria 2018 Bistrița |

1) Transferate în ianuarie 2025 de la SCM Gloria Buzău;
2) Transferate în ianuarie 2025 de la Vipers Kristiansand;

### CSM Corona Brașov
Antrenor principal:  Bogdan Burcea
Antrenor secund:  Mihaela Ciobotaru
Antrenor pentru portari:  Eugen Ciulei
| Nr. | Post                | Nume                        | Data nașterii (vârsta) | Înălțime | Selecții | Goluri | Echipă            |
| --- | ------------------- | --------------------------- | ---------------------- | -------- | -------- | ------ | ----------------- |
| 1   | Portar              | Bianca Curmenț              | 12 iunie 1997          | 1,81 m   |          | 1      | CSM Corona Brașov |
| 9   | Intermediar dreapta | Jelena Živković             | 6 iulie 1991           | 1,84 m   |          | 92     | CSM Corona Brașov |
| 10  | Pivot               | Itana Čavlović              | 27 august 1997         | 1,86 m   |          | 20     | CSM Corona Brașov |
| 11  | Centru              | Harma van Kreij             | 11 noiembrie 1993      | 1,72 m   |          | 40     | CSM Corona Brașov |
| 12  | Portar              | Anica Gudelj                | 27 octombrie 1991      | 1,82 m   |          | 0      | CSM Corona Brașov |
| 13  | Intermediar stânga  | Ana Maria Văcariu (căpitan) | 15 septembrie 1998     | 1,82 m   |          | 3      | CSM Corona Brașov |
| 14  | Extremă dreapta     | Marilena Neagu              | 27 octombrie 1989      | 1,70 m   |          | 18     | CSM Corona Brașov |
| 16  | Portar              | Raluca Rădoi                | 3 decembrie 2002       | 1,82 m   |          | 0      | CSM Corona Brașov |
| 17  | Pivot               | Bianca Voica                | 9 iulie 2002           | 1,82 m   |          | 13     | CSM Corona Brașov |
| 19  | Extremă stânga      | Alexandra Dumitrașcu        | 4 septembrie 2002      | 1,72 m   |          | 35     | CSM Corona Brașov |
| 20  | Extremă stânga      | Cristina Iordachi           | 7 decembrie 2002       | 1,60 m   |          | 34     | CSM Corona Brașov |
| 22  | Extremă stânga      | Larissa Araújo              | 1 iunie 1992           | 1,67 m   |          | 0      | CSM Corona Brașov |
| 24  | Centru              | Alisia Boiciuc              | 20 iulie 2005          | 1,77 m   |          | 114    | CSM Corona Brașov |
| 28  | Intermediar stânga  | Laura Lasm                  | 19 iunie 2000          | 1,74 m   |          | 99     | CSM Corona Brașov |
| 33  | Extremă dreapta     | Katarina Krpež Šlezak       | 2 mai 1988             | 1,69 m   |          | 182    | CSM Corona Brașov |
| 35  | Intermediar dreapta | Azenaide Carlos             | 14 iunie 1990          | 1,71 m   |          | 13     | CSM Corona Brașov |
| 44  | Extremă dreapta     | Flavia Munteanu             | 24 august 2001         | 1,73 m   |          | 0      | CSM Corona Brașov |
| 71  | Pivot               | Bobana Klikovac1)           | 27 iunie 1995          | 1,81 m   |          | 59     | CSM Corona Brașov |
| 88  | Extremă stânga      | Luana Iliescu               |                        | 1,72 m   |          | 6      | CSM Corona Brașov |
| 89  | Intermediar stânga  | Cristina Burcea-Zamfir      | 29 septembrie 1989     | 1,83 m   |          | 15     | CSM Corona Brașov |

1) Maternitate;

### HC Dunărea Brăila
Antrenor principal:  Jan Leslie
Antrenor secund:  Søren Nørgaard (din 28 octombrie 2024)
Antrenor secund:  Cristian Preda (până pe 28 octombrie 2024)
Antrenor pentru portari:  İbrahim Belet
| Nr. | Post                | Nume                        | Data nașterii (vârsta) | Înălțime | Selecții | Goluri | Echipă            |
| --- | ------------------- | --------------------------- | ---------------------- | -------- | -------- | ------ | ----------------- |
| 1   | Portar              | Elena Șerban                | 15 octombrie 1994      | 1,78 m   |          | 1      | HC Dunărea Brăila |
| 2   | Intermediar stânga  | Diana Lixăndroiu            | 20 iulie 2005          | 1,84 m   |          | 24     | HC Dunărea Brăila |
| 8   | Extremă dreapta     | Simone Böhme                | 17 august 1991         | 1,69 m   |          | 23     | HC Dunărea Brăila |
| 10  | Centru              | Dejana Milosavljević        | 23 noiembrie 1994      | 1,73 m   |          | 83     | HC Dunărea Brăila |
| 13  | Pivot               | Nicoleta Balog              | 17 noiembrie 1994      | 1,76 m   |          | 2      | HC Dunărea Brăila |
| 17  | Pivot               | Katarina Ježić              | 19 decembrie 1992      | 1,73 m   |          | 97     | HC Dunărea Brăila |
| 19  | Intermediar stânga  | Maria Kanaval               | 19 martie 1997         | 1,85 m   |          | 62     | HC Dunărea Brăila |
| 21  | Pivot               | Mirabela Coteț              | 22 februarie 2001      | 1,75 m   |          | 11     | HC Dunărea Brăila |
| 22  | Extremă dreapta     | Beatrice Raicea             | 13 martie 2005         | 1,65 m   |          | 42     | HC Dunărea Brăila |
| 24  | Pivot               | Meike Schmelzer             | 19 iulie 1993          | 1,80 m   |          | 27     | HC Dunărea Brăila |
| 35  | Pivot               | Liliana Venâncio            | 19 septembrie 1995     | 1,91 m   |          | 20     | HC Dunărea Brăila |
| 40  | Extremă stânga      | Daria Michalak              | 12 decembrie 1995      | 1,84 m   |          | 82     | HC Dunărea Brăila |
| 44  | Portar              | Kira Trusova                | 28 iunie 1994          | 1,82 m   |          | 1      | HC Dunărea Brăila |
| 48  | Intermediar dreapta | Sára Kovářová               | 9 februarie 1999       | 1,74 m   |          | 16     | HC Dunărea Brăila |
| 55  | Extremă dreapta     | Oana Borș                   | 27 noiembrie 2003      | 1,71 m   |          | 40     | HC Dunărea Brăila |
| 70  | Centru              | Andreea Popa                | 3 iunie 2000           | 1,77 m   |          | 41     | HC Dunărea Brăila |
| 71  | Centru              | Kristina Liščević (căpitan) | 20 octombrie 1989      | 1,73 m   |          | 85     | HC Dunărea Brăila |
| 77  | Extremă stânga      | Mariam Mohamed              | 27 august 2004         | 1,71 m   |          | 16     | HC Dunărea Brăila |
| 89  | Extremă stânga      | Corina Lupei                | 12 iulie 2002          | 1,75 m   |          | 9      | HC Dunărea Brăila |
| 96  | Portar              | Alexandra Prodan1)          | 11 iunie 1996          | 1,77 m   |          | 0      | HC Dunărea Brăila |
| 99  | Intermediar dreapta | Mireya González             | 18 iulie 1991          | 1,78 m   |          | 123    | HC Dunărea Brăila |

1) Transferată pe 12 septembrie 2024 de la CSM Galați;

### CSM București
Antrenor principal:  Helle Thomsen
Antrenor secund:  Iulia Curea
Antrenor pentru portari:  Alina Iordache
| Nr. | Post                | Nume                 | Data nașterii (vârsta) | Înălțime | Selecții | Goluri | Echipă        |
| --- | ------------------- | -------------------- | ---------------------- | -------- | -------- | ------ | ------------- |
| 1   | Portar              | Gabriela Moreschi    | 8 iulie 1994           | 1,90 m   |          | 2      | CSM București |
| 2   | Extremă dreapta     | Mihaela Mihai        | 15 decembrie 2004      | 1,78 m   |          | 32     | CSM București |
| 3   | Intermediar stânga  | Emilie Hegh Arntzen  | 1 ianuarie 1994        | 1,84 m   |          | 57     | CSM București |
| 4   | Centru              | Alina Grijseels      | 12 aprilie 1996        | 1,74 m   |          | 45     | CSM București |
| 8   | Intermediar stânga  | Cristina Neagu       | 26 august 1988         | 1,80 m   |          | 86     | CSM București |
| 9   | Centru              | Andreea Rotaru       | 20 februarie 1994      | 1,75 m   |          | 12     | CSM București |
| 10  | Intermediar stânga  | Inger Smits          | 17 septembrie 1994     | 1,79 m   |          | 46     | CSM București |
| 14  | Intermediar stânga  | Đurđina Jauković     | 24 februarie 1997      | 1,85 m   |          | 56     | CSM București |
| 15  | Extremă stânga      | Emma Friis           | 31 octombrie 1999      | 1,75 m   |          | 58     | CSM București |
| 16  | Portar              | Evelina Eriksson     | 20 august 1996         | 1,84 m   |          | 1      | CSM București |
| 17  | Centru              | Elizabeth Omoregie   | 29 decembrie 1996      | 1,78 m   |          | 94     | CSM București |
| 20  | Intermediar stânga  | Irina Maxim          | 28 noiembrie 2005      | 1,81 m   |          | 7      | CSM București |
| 21  | Extremă stânga      | Alexandra Dindiligan | 16 februarie 1997      | 1,69 m   |          | 39     | CSM București |
| 25  | Extremă dreapta     | Trine Østergaard     | 17 octombrie 1991      | 1,66 m   |          | 69     | CSM București |
| 28  | Intermediar dreapta | Monika Kobylińska    | 9 aprilie 1995         | 1,77 m   |          | 63     | CSM București |
| 32  | Pivot               | Noémi Pásztor        | 2 aprilie 1999         | 1,78 m   |          | 25     | CSM București |
| 49  | Pivot               | Andreea Ailincăi     | 15 decembrie 2003      | 1,85 m   |          | 2      | CSM București |
| 51  | Pivot               | Vilde Ingstad        | 18 decembrie 1994      | 1,78 m   |          | 0      | CSM București |
| 77  | Pivot               | Crina Pintea         | 3 aprilie 1990         | 1,92 m   |          | 75     | CSM București |
| 98  | Portar              | Daciana Hosu         | 16 ianuarie 1998       | 1,82 m   |          | 0      | CSM București |

### CS Rapid București
Antrenor principal:  David Ginesta
Antrenor secund:  Florin Ciupitu
Antrenor secund:  Igor Marković
Antrenor pentru portari:
| Nr. | Post                | Nume                     | Data nașterii (vârsta) | Înălțime | Selecții | Goluri | Echipă             |
| --- | ------------------- | ------------------------ | ---------------------- | -------- | -------- | ------ | ------------------ |
| 2   | Intermediar stânga  | Lara González            | 22 februarie 1992      | 1,84 m   |          | 20     | CS Rapid București |
| 3   | Extremă stânga      | Polina Gorșkova          | 22 iulie 1989          | 1,72 m   |          | 48     | CS Rapid București |
| 7   | Centru              | Eliza Buceschi (căpitan) | 1 august 1993          | 1,77 m   |          | 57     | CS Rapid București |
| 9   | Pivot               | Rebeca Geamănu           | 12 iulie 2004          | 1,76 m   |          | 2      | CS Rapid București |
| 10  | Pivot               | Albertina Kassoma        | 12 iunie 1996          | 1,94 m   |          | 83     | CS Rapid București |
| 12  | Portar              | Diana Ciucă              | 1 iunie 2000           | 1,80 m   |          | 1      | CS Rapid București |
| 16  | Portar              | Denisa Șandru            | 27 septembrie 1994     | 1,81 m   |          | 6      | CS Rapid București |
| 17  | Extremă dreapta     | Marta López2)            | 4 februarie 1990       | 1,68 m   |          | 16     | CS Rapid București |
| 19  | Intermediar dreapta | Aïssatou Kouyaté         | 19 aprilie 1995        | 1,77 m   |          | 48     | CS Rapid București |
| 20  | Extremă stânga      | Dorina Korsós            | 3 septembrie 1995      | 1,69 m   |          | 73     | CS Rapid București |
| 22  | Intermediar dreapta | Cătălina Dascălu         | 22 ianuarie 2005       | 1,77 m   |          | 0      | CS Rapid București |
| 24  | Intermediar stânga  | Ștefania Stoica          | 24 august 2003         | 1,82 m   |          | 40     | CS Rapid București |
| 27  | Pivot               | Lorena Ostase            | 25 iulie 1997          | 1,79 m   |          | 13     | CS Rapid București |
| 30  | Portar              | Rinka Duijndam           | 6 august 1997          | 1,78 m   |          | 4      | CS Rapid București |
| 34  | Centru              | Alicia Fernández         | 21 decembrie 1992      | 1,72 m   |          | 23     | CS Rapid București |
| 44  | Pivot               | Ainhoa Hernández         | 27 aprilie 1994        | 1,80 m   |          | 21     | CS Rapid București |
| 79  | Centru              | Estavana Polman          | 5 august 1992          | 1,74 m   |          | 54     | CS Rapid București |
| 88  | Intermediar dreapta | Anđela Janjušević        | 15 iunie 1995          | 1,78 m   |          | 112    | CS Rapid București |
| 90  | Centru              | Milena Raičević2)        | 12 martie 1990         | 1,78 m   |          | 3      | CS Rapid București |
| 91  | Extremă dreapta     | Sara Ristovska           | 9 septembrie 1996      | 1,69 m   |          | 74     | CS Rapid București |
| 96  | Intermediar dreapta | Alina Ilie1)             | 13 mai 1996            | 1,77 m   |          | 0      | CS Rapid București |
| 99  | Intermediar stânga  | Sorina Grozav            | 27 mai 1999            | 1,75 m   |          | 42     | CS Rapid București |

1) Transferată în octombrie 2024 la CS Măgura Cisnădie;
2) Contracte reziliate pe 11 noiembrie 2024;

### SCM Gloria Buzău
Antrenor principal:  Pablo Morel
Antrenor secund:  Clément Petit
Antrenor pentru portari:  Jean-Étienne Mattiuzzo
| Nr. | Post                | Nume                 | Data nașterii (vârsta) | Înălțime | Selecții | Goluri | Echipă           |
| --- | ------------------- | -------------------- | ---------------------- | -------- | -------- | ------ | ---------------- |
| 1   | Portar              | Ana Maria Măzăreanu  | 4 februarie 1993       | 1,80 m   |          |        | SCM Gloria Buzău |
| 3   | Centru              | Christine Alver      | 16 iulie 2000          | 1,67 m   |          |        | SCM Gloria Buzău |
| 8   | Intermediar dreapta | Nikoletta Papp       | 23 iulie 1996          | 1,82 m   |          |        | SCM Gloria Buzău |
| 10  | Pivot               | Sherin Obaidli       | 27 octombrie 1992      | 1,73 m   |          |        | SCM Gloria Buzău |
| 12  | Portar              | Mădălina Ion         | 23 februarie 1996      | 1,79 m   |          |        | SCM Gloria Buzău |
| 15  | Pivot               | Ștefania Jipa        | 1 martie 2001          | 1,74 m   |          |        | SCM Gloria Buzău |
| 17  | Intermediar stânga  | Alexandra Andrei     | 17 aprilie 1991        | 1,73 m   |          |        | SCM Gloria Buzău |
| 18  | Intermediar dreapta | Daria Bucur          | 11 iulie 1999          | 1,81 m   |          |        | SCM Gloria Buzău |
| 19  | Pivot               | Sabrina Abdellahi    | 15 aprilie 1992        | 1,78 m   |          |        | SCM Gloria Buzău |
| 21  | Centru              | Diana Ilina          | 4 ianuarie 1996        | 1,74 m   |          |        | SCM Gloria Buzău |
| 23  | Extremă stânga      | Marina Ilie          | 11 ianuarie 2001       | 1,70 m   |          |        | SCM Gloria Buzău |
| 25  | Extremă stânga      | Oana Sîrb            | 11 decembrie 2002      | 1,71 m   |          |        | SCM Gloria Buzău |
| 26  | Intermediar stânga  | Aleksandra Zimny     | 21 mai 1996            | 1,88 m   |          |        | SCM Gloria Buzău |
| 27  | Extremă stânga      | Beyza Türkoğlu       | 4 februarie 1997       | 1,73 m   |          |        | SCM Gloria Buzău |
| 30  | Centru              | Mădălina Zamfirescu  | 31 octombrie 1994      | 1,78 m   |          |        | SCM Gloria Buzău |
| 33  | Extremă dreapta     | Andreea Coman        | 29 septembrie 2003     | 1,70 m   |          |        | SCM Gloria Buzău |
| 34  | Centru              | Tamara Pál           | 1 septembrie 2000      | 1,73 m   |          |        | SCM Gloria Buzău |
| 77  | Extremă dreapta     | Alexandra Gandrabura | 22 mai 1998            | 1,75 m   |          |        | SCM Gloria Buzău |
| 79  | Extremă dreapta     | Andra Buzoianu       | 15 septembrie 2000     | 1,72 m   |          |        | SCM Gloria Buzău |
| 91  | Portar              | Tea Pijević          | 18 noiembrie 1991      | 1,72 m   |          |        | SCM Gloria Buzău |
| 99  | Extremă stânga      | Raluca Nicolae       | 28 ianuarie 1999       | 1,70 m   |          |        | SCM Gloria Buzău |

### CS Măgura Cisnădie
Antrenor principal:  Victorina Bora
Antrenor secund:  Bogdan Nițu
Antrenor pentru portari:
| Nr. | Post                  | Nume                | Data nașterii (vârsta) | Înălțime | Selecții | Goluri | Echipă             |
| --- | --------------------- | ------------------- | ---------------------- | -------- | -------- | ------ | ------------------ |
| 1   | Portar                | Marina Rajčić       | 24 decembrie 1993      | 1,78 m   |          |        | CS Măgura Cisnădie |
| 2   | Extremă stânga        | Sanja Radosavljević | 15 ianuarie 1994       | 1,71 m   |          |        | CS Măgura Cisnădie |
| 4   | Pivot                 | Louise Cusset       | 25 iunie 1998          | 1,82 m   |          |        | CS Măgura Cisnădie |
| 5   | Centru                | Judith Vizuete      | 20 iulie 1995          | 1,71 m   |          |        | CS Măgura Cisnădie |
| 10  | Extremă dreapta       | Gabriela Moldoveanu | 25 aprilie 1995        |          |          |        | CS Măgura Cisnădie |
| 12  | Portar                | Andreea Ilie        | 2 februarie 2000       | 1,73 m   |          |        | CS Măgura Cisnădie |
| 14  | Extremă stânga        | Dana Abed-Kader     | 21 iunie 1996          | 1,74 m   |          |        | CS Măgura Cisnădie |
| 17  | Extremă dreapta       | Nataša Lovrić       | 2 octombrie 2000       | 1,74 m   |          |        | CS Măgura Cisnădie |
| 18  | Pivot                 | Sarah Darie         | 25 aprilie 2002        | 1,80 m   |          |        | CS Măgura Cisnădie |
| 24  | Centru                | Elena Roșu          | 24 martie 1997         | 1,74 m   |          |        | CS Măgura Cisnădie |
| 25  | Pivot                 | Cynthia Tomescu     | 30 iulie 1991          | 1,80 m   |          |        | CS Măgura Cisnădie |
| 27  | Centru                | Krisztina Tóth      | 27 martie 2002         | 1,70 m   |          |        | CS Măgura Cisnădie |
| 36  | Intermediar stânga    | Tatiana Šutranová   | 26 august 1997         | 1,81 m   |          |        | CS Măgura Cisnădie |
| 43  | Portar                | Marta Batinović     | 20 aprilie 1990        | 1,84 m   |          |        | CS Măgura Cisnădie |
| 55  | Intermediar stânga    | Sabrina Lazea       | 1 noiembrie 1997       | 1,80 m   |          |        | CS Măgura Cisnădie |
| 77  | Centru/Extremă stânga | Valentina Bardac    | 1 ianuarie 1988        | 1,65 m   |          |        | CS Măgura Cisnădie |
| 78  | Centru                | Fanta Diagouraga    | 30 iunie 2000          | 1,75 m   |          |        | CS Măgura Cisnădie |
| 85  | Portar                | Mirela Pașca        | 26 septembrie 1985     | 1,78 m   |          |        | CS Măgura Cisnădie |
| 96  | Intermediar dreapta   | Alina Ilie1)        | 13 mai 1996            | 1,77 m   |          |        | CS Măgura Cisnădie |

1) Transferată în octombrie 2024 de la CS Rapid București;

### SCM Craiova
Antrenor principal:  Ovidiu Mihăilă
Antrenor secund:   Florentina Stanciu
Antrenor pentru portari:
| Nr. | Post                | Nume                | Data nașterii (vârsta) | Înălțime | Selecții | Goluri | Echipă      |
| --- | ------------------- | ------------------- | ---------------------- | -------- | -------- | ------ | ----------- |
| 7   | Pivot               | Ruth João           | 17 octombrie 1998      | 1,82 m   |          |        | SCM Craiova |
| 8   | Intermediar stânga  | Ćamila Mičijević    | 8 septembrie 1994      | 1,94 m   |          |        | SCM Craiova |
| 9   | Intermediar stânga  | Aslı İskit          | 7 decembrie 1993       | 1,78 m   |          |        | SCM Craiova |
| 13  | Extremă stânga      | Dijana Mugoša       | 22 octombrie 1995      | 1,73 m   |          |        | SCM Craiova |
| 14  | Extremă dreapta     | Željka Nikolić      | 12 iulie 1991          | 1,64 m   |          |        | SCM Craiova |
| 15  | Pivot               | Katarina Bojicić    | 1 ianuarie 1998        | 1,79 m   |          |        | SCM Craiova |
| 16  | Portar              | Jovana Risović      | 7 octombrie 1993       | 1,71 m   |          |        | SCM Craiova |
| 23  | Extremă stânga      | Andreea Mihart      | 11 noiembrie 1999      | 1,72 m   |          |        | SCM Craiova |
| 26  | Intermediar stânga  | Nicoleta Tudorică   | 26 noiembrie 1988      | 1,83 m   |          |        | SCM Craiova |
| 29  | Centru              | Francielle da Rocha | 10 iunie 1992          | 1,66 m   |          |        | SCM Craiova |
| 30  | Intermediar stânga  | Patricia Moraru     | 18 septembrie 2000     | 1,79 m   |          |        | SCM Craiova |
| 31  | Extremă dreapta     | Orsolya Mózes       | 9 iulie 2004           | 1,70 m   |          |        | SCM Craiova |
| 44  | Intermediar dreapta | Katarina Džaferović | 14 iulie 2002          | 1,82 m   |          |        | SCM Craiova |
| 55  | Portar              | Darly de Paula      | 25 august 1982         | 1,78 m   |          |        | SCM Craiova |
| 66  | Portar              | Ioana Pavăl         | 26 septembrie 2006     | 1,80 m   |          |        | SCM Craiova |
| 68  | Pivot               | Teodora Popescu     | 7 noiembrie 1998       | 1,75 m   |          |        | SCM Craiova |
| 77  | Centru              | Valentina Blažević  | 14 februarie 1994      | 1,70 m   |          |        | SCM Craiova |
| 94  | Intermediar stânga  | Claudia Pașcan      | 18 iunie 1994          | 1,78 m   |          |        | SCM Craiova |

### CSM Iași 2020
Antrenor principal:  Lars Frederiksen (din 28 octombrie 2024)
Antrenor principal:  Daniel Bura (din 8 octombrie 2024 până pe 28 octombrie 2024)
Antrenor principal:  Daniel Gheorghe (până pe 8 octombrie 2024)
Antrenor secund:  Macrina Tomuleac
Antrenor pentru portari:  Daniel Bura (până pe 8 octombrie 2024)
| Nr. | Post                | Nume                | Data nașterii (vârsta) | Înălțime | Selecții | Goluri | Echipă        |
| --- | ------------------- | ------------------- | ---------------------- | -------- | -------- | ------ | ------------- |
| 1   | Portar              | Paula Teodorescu4)  | 26 martie 1984         | 1,76 m   |          |        | CSM Iași 2020 |
| 4   | Extremă stânga      | Vanessa Predescu3)  | 5 februarie 2004       | 1,63 m   |          |        | CSM Iași 2020 |
| 5   | Centru              | Szilvia Szabó       | 3 iulie 1996           | 1,75 m   |          |        | CSM Iași 2020 |
| 8   | Centru              | Lavinia Florea      | 7 ianuarie 2004        | 1,75 m   |          |        | CSM Iași 2020 |
| 9   | Pivot               | Georgiana Olaru     | 6 martie 2002          | 1,81 m   |          |        | CSM Iași 2020 |
| 10  | Intermediar dreapta | Lea Franušić        | 7 septembrie 2000      | 1,84 m   |          |        | CSM Iași 2020 |
| 11  | Intermediar stânga  | Karoline de Souza   | 24 aprilie 1990        | 1,81 m   |          |        | CSM Iași 2020 |
| 12  | Portar              | Fatemeh Khalili     | 30 iunie 1996          | 1,71 m   |          |        | CSM Iași 2020 |
| 14  | Extremă dreapta     | Cristina Mitrache   | 2 februarie 1997       | 1,75 m   |          |        | CSM Iași 2020 |
| 17  | Extremă stânga      | Alexandra Orșivschi | 11 iulie 1994          | 1,72 m   |          |        | CSM Iași 2020 |
| 18  | Centru              | Anisa Șerban        | 18 ianuarie 1999       | 1,72 m   |          |        | CSM Iași 2020 |
| 20  | Portar              | Ana Maria Sandu     | 2006 (18 ani)          | 1,78 m   |          |        | CSM Iași 2020 |
| 21  | Extremă stânga      | Jo Ha-rang          | 15 iulie 1991          | 1,65 m   |          |        | CSM Iași 2020 |
| 27  | Pivot/Inter stânga  | Valentina Trică     | 15 ianuarie 1997       |          |          |        | CSM Iași 2020 |
| 33  | Portar              | Anastasija Babović  | 13 decembrie 2000      | 1,82 m   |          |        | CSM Iași 2020 |
| 55  | Centru              | Amalia Coman        | 29 iulie 2000          | 1,78 m   |          |        | CSM Iași 2020 |
| 66  | Extremă dreapta     | Natália Fonseca     | 25 decembrie 1998      | 1,70 m   |          |        | CSM Iași 2020 |
| 67  | Intermediar dreapta | Ștefania Lazăr1)    | 15 aprilie 1989        | 1,77 m   |          |        | CSM Iași 2020 |
| 75  | Intermediar stânga  | Alexandra Severin   | 30 martie 1998         | 1,77 m   |          |        | CSM Iași 2020 |
| 77  | Intermediar stânga  | Aleksandra Prikop   | 25 ianuarie 1999       | 1,83 m   |          |        | CSM Iași 2020 |
| 92  | Pivot               | Jovana Milojević    | 24 iulie 1992          | 1,76 m   |          |        | CSM Iași 2020 |
| 96  | Intermediar stânga  | Juliana Lima        | 1 martie 1996          | 1,78 m   |          |        | CSM Iași 2020 |
| 97  | Intermediar dreapta | Bianca Lupașcu      | 29 noiembrie 2001      | 1,77 m   |          |        | CSM Iași 2020 |
| 99  | Centru              | Alina Molkova2)     | 15 august 1997         | 1,77 m   |          |        | CSM Iași 2020 |
|     | Portar              | Aleksandra Ivanîția | 14 august 1993         | 1,78 m   |          |        | CSM Iași 2020 |

1) Transferată pe 6 noiembrie 2024;
2) Transferată pe 7 noiembrie 2024 de la echipa sud-coreeană Busan;
3) Transferată pe 16 noiembrie 2024 de la CSM Slatina;
4) Transferată pe 9 decembrie 2024;

### SCM Râmnicu Vâlcea
Antrenor principal:  Rasmus Rygaard (din 7 noiembrie 2024)
Antrenor principal:  Bent Dahl (până pe 7 noiembrie 2024)
Antrenor secund:  Rasmus Rygaard (până pe 7 noiembrie 2024)
Antrenor pentru portari:  Luminița Dinu (din noiembrie 2024)
Antrenor pentru portari:  Daniela Joița (până în noiembrie 2024)
| Nr. | Post                | Nume                | Data nașterii (vârsta) | Înălțime | Selecții | Goluri | Echipă             |
| --- | ------------------- | ------------------- | ---------------------- | -------- | -------- | ------ | ------------------ |
| 4   | Extremă dreapta     | Nathalie Hagman     | 19 iulie 1991          | 1,67 m   |          |        | SCM Râmnicu Vâlcea |
| 6   | Pivot               | Asma Elghaoui       | 29 august 1991         | 1,70 m   |          |        | SCM Râmnicu Vâlcea |
| 10  | Extremă stânga      | Anniken Wollik      | 5 decembrie 1997       | 1,66 m   |          |        | SCM Râmnicu Vâlcea |
| 11  | Extremă stânga      | Alexandra Bălan     | 21 noiembrie 2005      | 1,66 m   |          |        | SCM Râmnicu Vâlcea |
| 12  | Portar              | Diana Neagu         | 15 octombrie 2004      | 1,70 m   |          |        | SCM Râmnicu Vâlcea |
| 17  | Centru              | Rebeca Necula       | 17 mai 2003            | 1,68 m   |          |        | SCM Râmnicu Vâlcea |
| 19  | Centru              | Daniela de Jong     | 1 septembrie 1998      | 1,77 m   |          |        | SCM Râmnicu Vâlcea |
| 21  | Centru              | Andreea Bujor       | 30 noiembrie 2001      | 1,86 m   |          |        | SCM Râmnicu Vâlcea |
| 22  | Extremă stânga      | Cristina Florica    | 11 mai 1992            | 1,62 m   |          |        | SCM Râmnicu Vâlcea |
| 24  | Intermediar stânga  | Jovana Skrobić      | 9 aprilie 1996         | 1,78 m   |          |        | SCM Râmnicu Vâlcea |
| 27  | Intermediar dreapta | Julia Maidhof       | 13 martie 1998         | 1,76 m   |          |        | SCM Râmnicu Vâlcea |
| 28  | Centru              | Mia Zschocke        | 28 mai 1998            | 1,78 m   |          |        | SCM Râmnicu Vâlcea |
| 29  | Pivot               | Nataša Ljepoja      | 28 ianuarie 1996       | 1,78 m   |          |        | SCM Râmnicu Vâlcea |
| 32  | Portar              | Raluca Kelemen      | 24 iunie 1998          | 1,80 m   |          |        | SCM Râmnicu Vâlcea |
| 33  | Extremă dreapta     | Alicia Toublanc     | 3 mai 1996             | 1,68 m   |          |        | SCM Râmnicu Vâlcea |
| 39  | Pivot               | Irina Mokat         | 24 martie 1994         | 1,82 m   |          |        | SCM Râmnicu Vâlcea |
| 71  | Intermediar dreapta | Alicia Gogîrlă      | 17 ianuarie 2003       | 1,83 m   |          |        | SCM Râmnicu Vâlcea |
| 77  | Intermediar stânga  | Anamaria Grigore    | 29 martie 2004         | 1,77 m   |          |        | SCM Râmnicu Vâlcea |
| 96  | Intermediar stânga  | Charlotte Cholevová | 29 iulie 2002          | 1,73 m   |          |        | SCM Râmnicu Vâlcea |
| 97  | Portar              | Julie Foggea        | 28 august 1990         | 1,81 m   |          |        | SCM Râmnicu Vâlcea |

### CSM Slatina
Antrenor principal:  Attila Horváth
Antrenor secund:  Iulian Perpelea
Antrenor pentru portari:
| Nr. | Post                | Nume                | Data nașterii (vârsta) | Înălțime | Selecții | Goluri | Echipă      |
| --- | ------------------- | ------------------- | ---------------------- | -------- | -------- | ------ | ----------- |
| 1   | Portar              | Bianca Cioponea     | 2007 (17 ani)          |          |          |        | CSM Slatina |
| 2   | Centru              | Narcisa Verde       | 1998 (26 de ani)       | 1,69 m   |          |        | CSM Slatina |
| 3   | Extremă dreapta     | Adina Cace          | 29 iulie 2000          | 1,69 m   |          |        | CSM Slatina |
| 4   | Extremă stânga      | Vanessa Predescu2)  | 5 februarie 2004       | 1,63 m   |          |        | CSM Slatina |
| 6   | Centru              | Gabriela Istrate    |                        |          |          |        | CSM Slatina |
| 7   | Extremă stânga      | Jovana Sazdovska    | 27 iulie 1993          | 1,75 m   |          |        | CSM Slatina |
| 8   | Intermediar stânga  | Andreea Bogdanovici | 9 iulie 1992           | 1,78 m   |          |        | CSM Slatina |
| 9   | Pivot               | Elena Fulgoi        | 1 octombrie 1999       |          |          |        | CSM Slatina |
| 10  | Intermediar stânga  | Sonia Vasiliu       | 11 ianuarie 1996       | 1,82 m   |          |        | CSM Slatina |
| 11  | Intermediar dreapta | Valentina Lecu      | 14 septembrie 2004     | 1,70 m   |          |        | CSM Slatina |
| 13  | Centru              | Ana Radović         | 30 septembrie 2002     | 1,70 m   |          |        | CSM Slatina |
| 16  | Portar              | Elena Nagy          | 21 ianuarie 1998       | 1,76 m   |          |        | CSM Slatina |
| 18  | Pivot               | Manuela Ninciu      | 2007 (17 ani)          |          |          |        | CSM Slatina |
| 23  | Pivot               | Andreea Țîrle1)     | 2 aprilie 2002         | 1,77 m   |          |        | CSM Slatina |
| 27  | Intermediar dreapta | Sanja Premović      | 27 noiembrie 1992      | 1,76 m   |          |        | CSM Slatina |
| 43  | Intermediar stânga  | Nada Ćorović        | 16 decembrie 2000      | 1,80 m   |          |        | CSM Slatina |
| 58  | Portar              | Merve Erbektaş      | 15 aprilie 1996        | 1,82 m   |          |        | CSM Slatina |
| 72  | Portar              | Jovana Micevska     | 26 iulie 2000          | 1,76 m   |          |        | CSM Slatina |
| 76  | Centru              | Döne Gül Bozdoğan   | 3 februarie 1999       | 1,72 m   |          |        | CSM Slatina |
| 77  | Pivot               | Ivana Gakidova      | 27 februarie 1995      | 1,80 m   |          |        | CSM Slatina |
| 94  | Extremă dreapta     | Cristina Boian      | 28 aprilie 1994        | 1,65 m   |          |        | CSM Slatina |
| 96  | Extremă stânga      | Hermina Olaru       | 17 decembrie 1996      | 1,68 m   |          |        | CSM Slatina |
| 97  | Extremă dreapta     | Alina Mușat         | 7 septembrie 2005      | 1,78 m   |          |        | CSM Slatina |
| 98  | Intermediar stânga  | Mara Matea          | 12 iunie 2002          | 1,81 m   |          |        | CSM Slatina |

1) Transferată pe 7 noiembrie 2024 de la CS Minaur Baia Mare;
2) Transferată pe 16 noiembrie 2024 la CSM Iași 2020;

### CSM Târgu Jiu
Antrenor principal:  Liviu Andrieș
Antrenor secund:  Andrei Enache
Antrenor pentru portari:  Grigore Albici
| Nr. | Post                | Nume               | Data nașterii (vârsta) | Înălțime | Selecții | Goluri | Echipă        |
| --- | ------------------- | ------------------ | ---------------------- | -------- | -------- | ------ | ------------- |
| 1   | Portar              | Ljubica Glendža    | 15 ianuarie 1997       | 1,79 m   |          |        | CSM Târgu Jiu |
| 2   | Pivot               | Bianca Chiriță     | 16 noiembrie 2000      | 1,68 m   |          |        | CSM Târgu Jiu |
| 3   | Intermediar stânga  | Oana Bucă          | 13 martie 1997         | 1,79 m   |          |        | CSM Târgu Jiu |
| 4   | Centru              | Helena Paulo       | 24 ianuarie 1998       | 1,73 m   |          |        | CSM Târgu Jiu |
| 6   | Centru              | Alexandra Gavrilă  | 16 iunie 1995          | 1,71 m   |          |        | CSM Târgu Jiu |
| 7   | Extremă dreapta     | Evghenia Levcenko  | 9 noiembrie 1994       | 1,70 m   |          |        | CSM Târgu Jiu |
| 8   | Pivot/Centru        | Angela Pușcaș      | 23 ianuarie 1995       | 1,76 m   |          |        | CSM Târgu Jiu |
| 12  | Portar              | Andreea Chetraru   | 5 decembrie 2000       | 1,75 m   |          |        | CSM Târgu Jiu |
| 13  | Pivot               | Teodora Popescu    | 7 noiembrie 1998       | 1,75 m   |          |        | CSM Târgu Jiu |
| 14  | Intermediar dreapta | Fanta Keita        | 17 octombrie 1995      | 1,72 m   |          |        | CSM Târgu Jiu |
| 17  | Portar              | Amandine Balzinc   | 7 iunie 1993           | 1,78 m   |          |        | CSM Târgu Jiu |
| 23  | Intermediar stânga  | Irina Zinatulina   | 12 septembrie 2000     | 1,73 m   |          |        | CSM Târgu Jiu |
| 27  | Extremă stânga      | Andreea Chiricuță  | 27 februarie 1994      | 1,66 m   |          |        | CSM Târgu Jiu |
| 29  | Intermediar dreapta | Laura Moldovan     | 29 iunie 1994          | 1,81 m   |          |        | CSM Târgu Jiu |
| 30  | Extremă stânga      | Ana Maria Lopătaru | 3 octombrie 1999       | 1,70 m   |          |        | CSM Târgu Jiu |
| 64  | Extremă dreapta     | Florența Ilie      | 21 iulie 1996          | 1,70 m   |          |        | CSM Târgu Jiu |
| 79  | Intermediar stânga  | Iulia Andriciuk    | 17 mai 1992            | 1,85 m   |          |        | CSM Târgu Jiu |
| 83  | Pivot               | Marija Petrović    | 18 martie 1994         | 1,85 m   |          |        | CSM Târgu Jiu |
| 92  | Pivot               | Ana Ciolan         | 29 septembrie 1992     | 1,79 m   |          |        | CSM Târgu Jiu |

### HC Zalău
Antrenor principal:  Gheorghe Tadici
Antrenor secund:  Goran Kurteš
| Nr. | Post                  | Nume              | Data nașterii (vârsta) | Înălțime | Selecții | Goluri | Echipă   |
| --- | --------------------- | ----------------- | ---------------------- | -------- | -------- | ------ | -------- |
| 1   | Portar                | Ioana Niță        | 4 mai 2006             | 1,83 m   |          | 0      | HC Zalău |
| 3   | Extremă stânga        | Alexia Niță       | 21 martie 2007         | 1,64 m   |          | 120    | HC Zalău |
| 4   | Extremă dreapta       | Alexia Gherghe    | 3 februarie 2003       |          |          | 5      | HC Zalău |
| 5   | Intermediar stânga    | Emilija Lazić     | 4 august 2000          | 1,78 m   |          | 145    | HC Zalău |
| 6   | Pivot                 | Ioana Danilescu   | 3 mai 2005             | 1,79 m   |          | 1      | HC Zalău |
| 8   | Extremă stânga        | Roberta Stamin    | 25 februarie 2001      | 1,75 m   |          | 17     | HC Zalău |
| 9   | Intermediar dreapta   | Andreea Mărginean | 17 ianuarie 1990       | 1,85 m   |          | 16     | HC Zalău |
| 10  | Pivot                 | Mouna Jlezi       | 22 iunie 1991          | 1,73 m   |          | 45     | HC Zalău |
| 11  | Intermediar stânga    | Cristina Andrița  | 5 septembrie 1994      | 1,81 m   |          | 48     | HC Zalău |
| 12  | Portar                | Sara Rus          | 29 septembrie 2002     | 1,89 m   |          | 1      | HC Zalău |
| 14  | Pivot                 | Florentina Moisin | 3 aprilie 1997         |          |          | 9      | HC Zalău |
| 15  | Inter/Extremă dreapta | Aya Ben Abdallah  | 19 august 1997         | 1,65 m   |          | 58     | HC Zalău |
| 16  | Portar                | Andreea Nastasă   | 29 ianuarie 1998       | 1,70 m   |          | 2      | HC Zalău |
| 18  | Centru                | Bianca Vintilă    | 8 februarie 2006       | 1,76 m   |          | 33     | HC Zalău |
| 19  | Centru                | Denisa Vâlcan     | 19 septembrie 2000     | 1,73 m   |          | 22     | HC Zalău |
| 20  | Centru/Inter stânga   | Ioana Bălăceanu   | 13 februarie 2001      | 1,74 m   |          | 46     | HC Zalău |
| 23  | Pivot                 | Andriana Naumenko | 12 decembrie 1998      | 1,82 m   |          | 55     | HC Zalău |